# Edmundsula
Edmundsula is een geslacht van haften (Ephemeroptera) uit de familie Leptophlebiidae.

## Soorten
Het geslacht Edmundsula omvat de volgende soorten:
- Edmundsula lotica